# Sourire
Pour les articles homonymes, voir Sourire (homonymie).

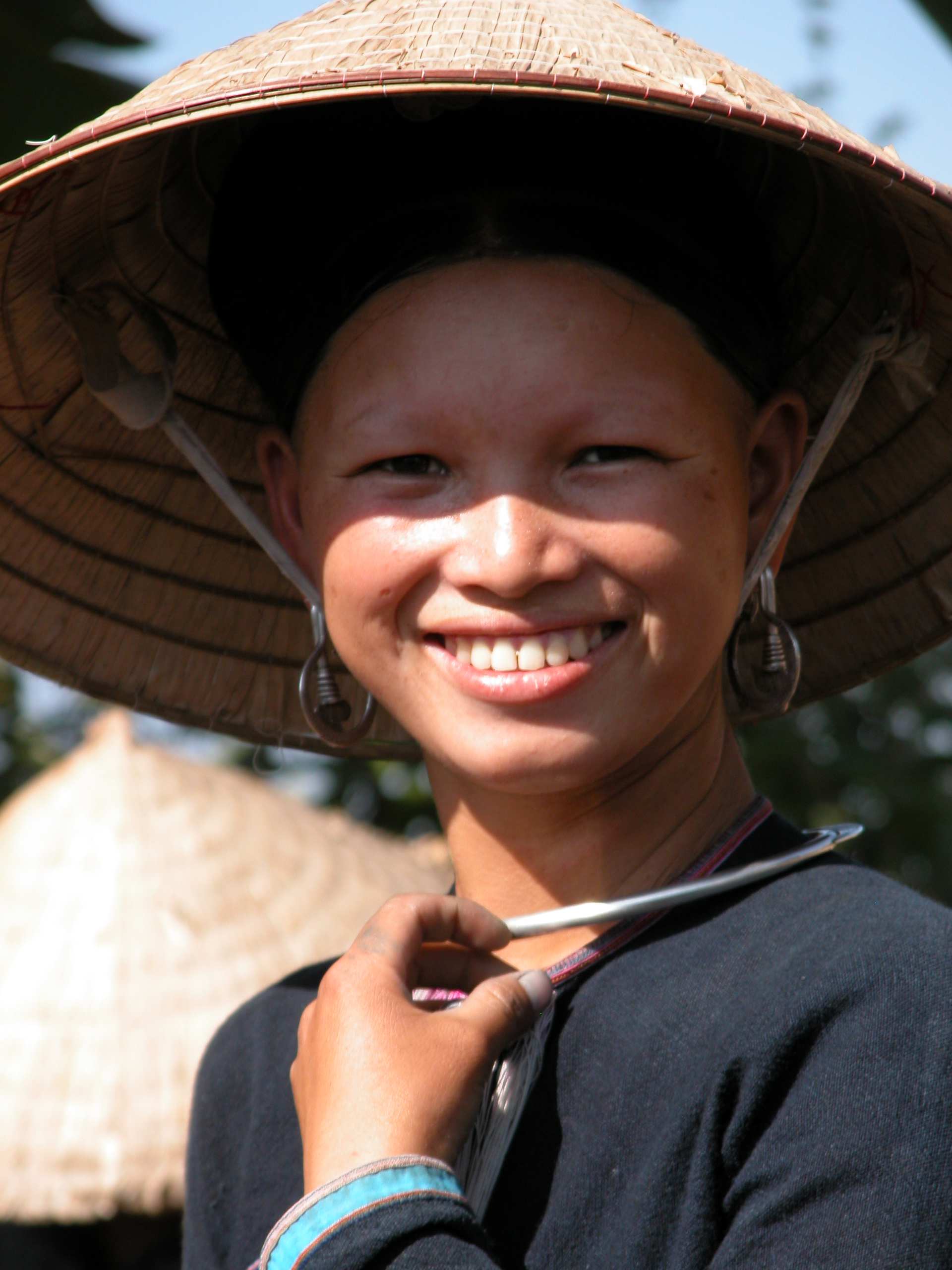
Sourire d'une jeune femme au Laos.

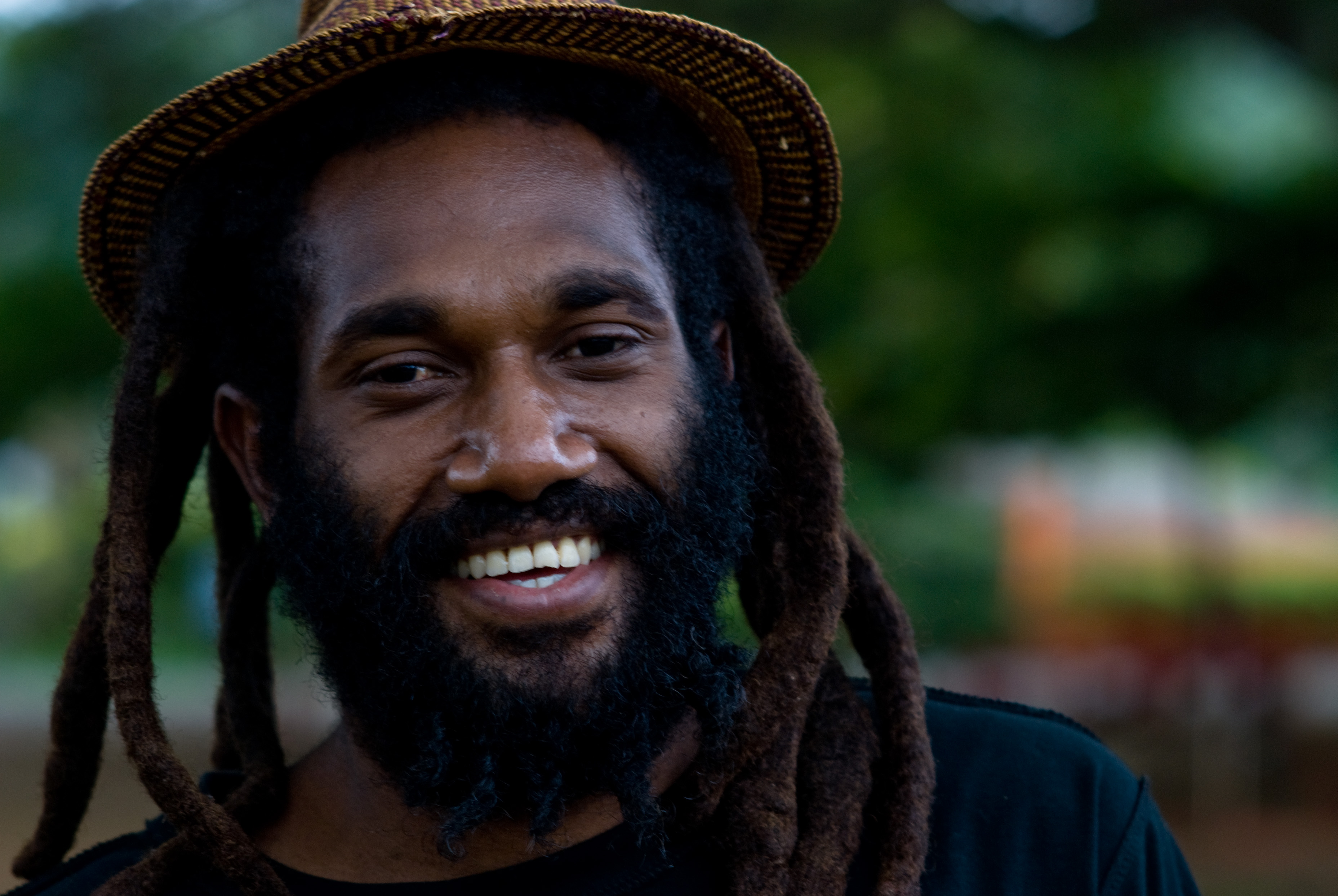
Un homme souriant.

Le sourire est une expression du visage témoignant en général de la sympathie.
Le mot sourire est apparu au Moyen Âge, issu du verbe latin sub-ridere qui signifie prendre une expression rieuse ou ironique, destiné à tromper, mais le sens se rapproche plus du mot latin risus qui appartient au vocabulaire du rire.
Le sourire est une expression du visage qui se forme par la tension de muscles, plus particulièrement aux deux coins de la bouche, mais aussi autour des yeux. Il exprime généralement le plaisir ou l'amusement, mais aussi l'ironie, et joue ainsi un rôle social important.
Le cerveau humain serait capable d'isoler un sourire du reste du visage, ce qui se vérifie en observant une photo retournée verticalement où le sourire est, lui, resté dans le bon sens.
Le sourire est une attitude assimilée par renforcement comme positive, et cela dès la naissance, mais il est considéré comme inné et génétiquement déterminé, puisqu’il apparaît chez des enfants sourds et aveugles de naissance.

## Origine animale
Chez les singes, un sourire est généralement un signe de peur. C'est également un comportement instinctif de soumission qui consiste à montrer ses dents supérieures afin d'affirmer son intention de ne pas mordre.

### Histoire des expressions faciales chez les animaux
Les expressions faciales, telles qu’on les connaît ont surtout comme fonction de nous apporter des informations sur l’état d’esprit de l’individu que l’on croise. Elles sont apparues progressivement pendant l'évolution des espèces en prenant de plus en plus d'importanceInterprétation abusive ?.
Chez les reptiles, la musculature faciale se développe avec la mastication mais les mouvements possibles se réduisent à l'ouverture et à la fermeture et la peau, épaisse est très peu mobile. Avec l'apparition de l'homéothermie, la peau gagne en souplesse, et avec l'apparition de poils et de plumes, la succion s'additionne à la mastication, et des vibrisses protègent désormais les yeux et les naseaux. Cette souplesse et cette musculature mise en place permet l'émergence de la configuration faciale pouvant évoluer en mimique.
Selon que l'animal est proie ou prédateur, l'évolution des expressions diffèrent : les proies ont une vision globale pour surveiller un environnement vaste alors que les prédateurs ont une vision plus restreinte mais beaucoup plus précise, grâce à la macula. Pour les premiers, la communication se base essentiellement sur les postures et les cris, alors que pour les seconds, la communication faciale peut être perçue et donc apparaître en devenant toujours plus significative chez les prédateurs et les primates.
De nombreuses mimiques sont similaires chez les animaux et les hommes, comme les regards menaçants, la vigilance, ou la crainte.
Pour Darwin, les expressions qui, originellement, servaient l'adaptation dans le milieu, ont été conservées par le lien avec l'état d'esprit qui les promouvait ; ensuite, la ritualisation aurait perpétué et modelé ces expressions chez les primates. Leurs vestiges sont présents aujourd'hui mais leurs significations ont plus ou moins changé.
Par exemple, on sait que l'expression la plus ancienne est la menace : bouche ouverte, dents visibles qui révèlent une intention de morsure. En ce sens, le sourire et le rire, complets, où les dents sont visibles « descendent » des réponses aux agressions.

### Les sourires des primates et leurs significations
Chez les primates supérieurs  (chimpanzés, gorilles, babouins, macaques...), deux expressions s'apparentent au rire et au sourire humain : 
- « rictus » ou « figure silencieuse, dents découvertes ». Les yeux sont fixes, les dents sont serrées mais la bouche est ouverte avec les commissures des lèvres retroussées mais peu de vocalisations sont observées. C'est une figure de défense face à une menace, le corps dressé. L’observation nous apprend que c’est une expression de fuite ou d'invitation à l'approche prudente, pour calmer l'adversaire ; en ce sens, elle a une fonction apaisante d'attraction sociale. Elle inhibe les attaques d’un dominant et, si celui-ci présente cette face, il calmera les craintes du dominé. Pour les individus de même niveau hiérarchique, elle peut aussi être une invitation au jeu.
- « mimique relaxée » ou « figure détendue, bouche ouverte »

Une tension des zygomatiques tire les commissures des lèvres et les bords externes des yeux vers le haut ou  l'arrière. Le reste de la face est relâché. La lèvre supérieure, tendue, recouvre les dents du haut, celles du bas sont partiellement visibles. La posture du corps varie rapidement, de manière imprévisible. Il n'y a pas de vocalisation mais une respiration forte et rythmique se fait entendre. On retrouve cette face lors des jeux (esquives, poursuites, simulation, voire agression plus ou moins amicale), ainsi que lorsqu'un individu regarde tranquillement un objet particulièrement agréable. Le rire découle de la mimique relaxée, bien que chez les primates, ce soit une respiration haletante audible alors que chez l’homme les sons du rire entrecoupent une expiration. Le sourire, lui, semble prendre son origine soit dans le rictus, soit dans la mimique relaxée, les interprétations diffèrent selon les auteurs. Intuitivement, on peut constater la très grande  variété des sourires, selon la situation et l'état d'esprit de l'individu. On peut alors supposer qu'il découle à la fois de l'une et de l'autre, par ritualisation convergente.

### Convergence du rire et du sourire chez l’Humain

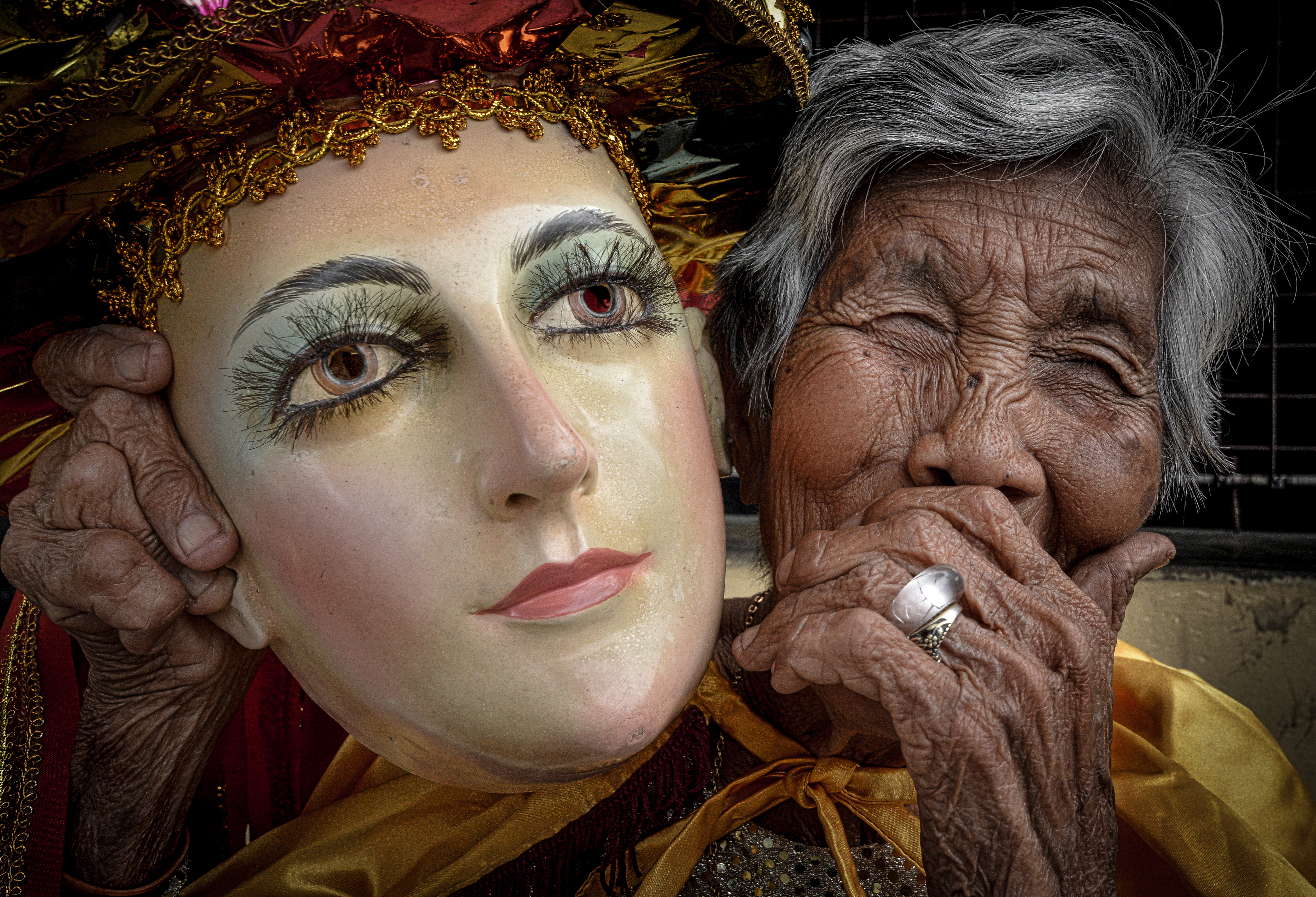
Sourire d'une vieille femme philippine.

Traditionnellement, le « sous-rire » était considéré comme un « en dessous du rire », qui apparaissait, avec le rire, dans les cérémonies d’accueil, dérivés de la menace, comme une morsure ritualisée par le jeu. La langue française garde cet aspect mais les avis sur le sujet ont changé. Le rire et le sourire ne sont pas toujours en continuité : un grand sourire ne se prolonge pas en petit rire. Les situations où apparaissent ces expressions cousines sont variées et distinctes. Leurs rôles dans la communication sont différents, ainsi que les émotions qui les sous-tendent. Cependant, ce sont tous les deux des déclencheurs sociaux, une invitation aux échanges, à la détente. Ils sont présents dans diverses circonstances plus ou moins stressantes des relations sociales, mais le positionnement de l'individu pour ces deux expressions est différent.
Le sourire, à l'origine, est surtout un mouvement de défense, de soumission. Son ambivalence est évidente : il est utilisé lorsque les relations entre les individus sont mal définies, par prudence ou par convention, mais on le retrouve aussi dans les rapports amicaux, bienveillants ou amoureux, ou encore dans la reconnaissance, la connivence. Le rire, a contrario, est un comportement réflexe plus agressif, les dents sont découvertes ; c'est ce que l'on retrouve dans la moquerie. Il est également présent dans le jeu et la séduction, il permet aussi de briser la glace avec des étrangers. On considère que le rire est une fonction vitale comme l’éternuement ou le clignement des yeux, on ne peut le réprimer. Il apparaît au quatrième mois de la vie, mais on ne connaît pas vraiment son utilité dans l’évolution, ni pourquoi il a été conservé des primates à l’homme.
Malgré son origine agressive, il a une fonction anti-stress voire antalgique, grâce à une libération d’endorphines. De la dopamine et de la sérotonine sont également libérées, ce qui entraîne des modifications physiologiques : le rythme cardiaque augmente brutalement puis diminue avec la respiration, les muscles et les artères se relâchent sous l’action du système parasympathique. Le rire agit comme un massage des viscères.
Ces deux expressions ont été ritualisées dans de très diverses circonstances. Elles expriment de nombreuses émotions, selon les types de rires et de sourires. On distingue le sourire réflexe lors du bien-être et le rire réflexe dans une situation d’incongruité ou comique. De la même manière, il existe un sourire forcé dans les rapports polis et un rire forcé dans la moquerie et le cynisme.
(Ce terme toutefois ne sera pas pris au sens philosophique, ou il acquiert — du fait par exemple de Diogène ou d'Hipparchia — une noblesse d'attitude reconnue même par leurs adversaires ).

## Le sourire chez le nourrisson
Pour le nourrisson et sa mère, le sourire est un comportement d'attachement puissant. Il a une valeur de rapprochement spatial, dont le résultat prévisible est que la mère répond affectueusement à son enfant, prolongeant ainsi l’interaction sociale entre eux. Sa fonction, avec les pleurs, est de maintenir sa mère, ou la personne qui s'occupe de lui, à proximité. Il semblerait que le bébé et la mère ont, dans leur bagage génétique, les « outils » pour communiquer et s'attacher, sûrement pour assurer une bonne perduration de l'espèce. Pour Bowlby, le sourire, pendant le développement du nouveau-né passe par les quatre étapes suivantes :

### Sourire spontané et réflexe
Ce sourire, observé par Wolf, en 1963, apparaît dans les heures consécutives à la naissance. Il est passager et incomplet, c'est-à-dire unilatéral et sans mouvement des yeux. Pendant les trois premières semaines, il est tellement incomplet et la plupart du temps hors contexte qu'il est sans conséquence fonctionnelle, autrement dit, il est si peu visible qu'il a peu d'effet sur autrui - Il faut noter que les sens du nourrisson de cet âge sont encore peu développés.
Pendant la quatrième et la cinquième semaine, le sourire est de plus en plus complet, il peut être spontané, après avoir mangé ou pendant le sommeil paradoxal ou suscité par un son mélodieux, une lumière douce, un contact, mais la réponse est incertaine et le temps de latence assez long. Ce sont des semaines de transition où les premiers effets sociaux apparaissent. La mère - ou la personne qui s'occupe de l'enfant - interprète ce premier sourire perçu et entoure le bébé d'une sensorialité plus ou moins chaude selon son interprétation, son histoire personnelle, ses appréhensions, par des contacts, le son de sa voix, sa chaleur... Les fantasmes faits par la mère avant la naissance de son enfant influent sur la richesse des interactions qu’elle aura ensuite avec lui. Elle donne un sens au sourire qui, à l’origine n’est qu’une manifestation du programme génétique . Cette projection, par l'effet qu'il produit sur l'enfant, rendra, à terme, le sourire significatif, social. On est alors témoin du basculement du sens du sourire, de purement génétique, utile pour la survie du bébé, à la signification sociale, utile pour la survie, parmi la société des hommes.
Un autre phénomène, encore plus précoce a été observé par Bowly en 1979, quelques heures après la naissance : la synchronie interactionnelle qui est l'ensemble des modifications discrètes du comportement du nouveau-né quand une personne parle près de lui, c'est-à-dire des mouvements de la main, du visage... De plus, Field, en 1982, a mis en évidence l'imitation précoce des expressions de joie, de tristesse et de surprise, dans les trente six premières heures, cela signifierait que les bébés peuvent discriminer et produire les expressions simples, de la même manière que les adultes.

### Sourire social non sélectif
Pendant cette seconde phase, qui débute vers le quatorzième jour, les déclencheurs du sourire spontané sont de plus en plus restreints, la voix et les visages sont maintenant plus efficaces pour l'obtenir. Le sourire est désormais complet (bouche et yeux) mais il est lent à venir et fugace. Aux troisième et quatrième semaines, les stimuli efficaces sont auditifs, notamment la voix, et surtout féminine, qui peut même stopper les pleurs ou la tétée. Les visages n'ont que l'effet d'accroître celui de la voix.
À la cinquième semaine, les stimuli auditifs perdent de leur efficacité au profit du visuel, du tactile et du proprioceptif, les jeux et les échanges peuvent alors prendre de l’importance.
Avant que l’enfant sourie à ce qu’il voit, pendant les premières semaines, il suit les visages sans se focaliser dessus, comme s’il ne les voyait pas, puis il passe quelques jours à les fixer avant d'engager, et même de rechercher les contacts visuels. Le bébé « fouille » le visage, dès qu'il trouve les yeux, il sourit.
À la cinquième semaine, le bébé est actif dans son sourire ; il l’accompagne de babil, de regards et de mouvements de bras et de jambes. La mère peut alors interagir différemment et plus complètement avec son enfant. Du deuxième au septième mois, le stimulus optimum est un visage, à trente centimètres de son regard, en mouvement, qui le regarde, l'approche, lui parle et le caresse. Mais de nombreuses expériences ont montré que l'enfant sourit à diverses stimulations visuelles : un masque ou un carton avec au moins deux taches ressemblant à des yeux suffisent alors qu'un visage de profil ou figé dans un mouvement (still face) ou encore un seul point sur le carton, font disparaître le sourire. Au troisième mois, les yeux et les sourcils suffisent mais petit à petit, il faut de plus en plus de détails pour obtenir un sourire complet ; par contre, au huitième mois, seul un vrai visage provoque le sourire.
Pour Piaget (1936), le bébé sourit aux tableaux familiers, aux « déjà vu ». Pour Spitz  (1954), la configuration, ou releaser  « deux yeux, un nez, une bouche » serait le déclencheur privilégié du sourire. Celui-ci serait réduit à un comportement stéréotypé réflexe, comme le becquetage automatique du poussin de la mouette, déclenché par la vue de la tache rouge sur le bec jaune de ses parents.
Pour Trevarthen (1982), les capacités à communiquer sont présentes dans le cerveau du nouveau-né. Les deux premiers mois seraient une période sensible où ce que voit, ce qu'entend le bébé aurait un effet immédiat sur l’installation des structures nerveuses qui assurent la coordination entre les systèmes vocaux, et musculaires du visage et de la main. C'est le moment où le système nerveux de l'enfant fait la correspondance entre les émotions et les mécanismes qui les expriment, ainsi que les effets qu'ils ont sur son entourage. En outre, il aurait des mouvements expressifs non émotionnels qui lui permettraient de s’adapter à la communication. Par contre, pour lui, la capacité de réponse de la mère est tributaire d’une part de son instinct -génétique - maternel et d’autre part de ses acquisitions culturelles tout au long de son enfance et son adolescence.

### Sourire social sélectif

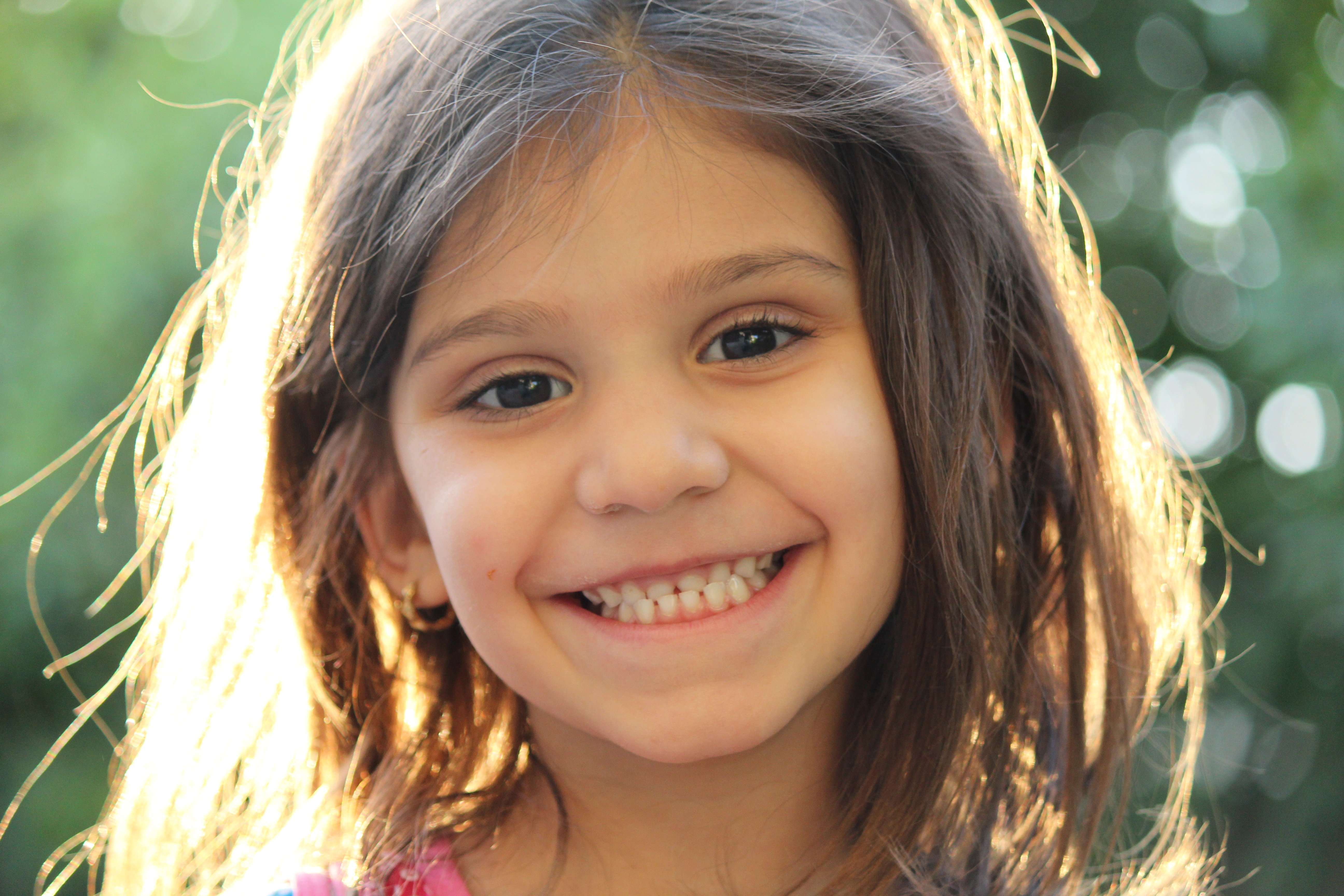
Une fille souriante

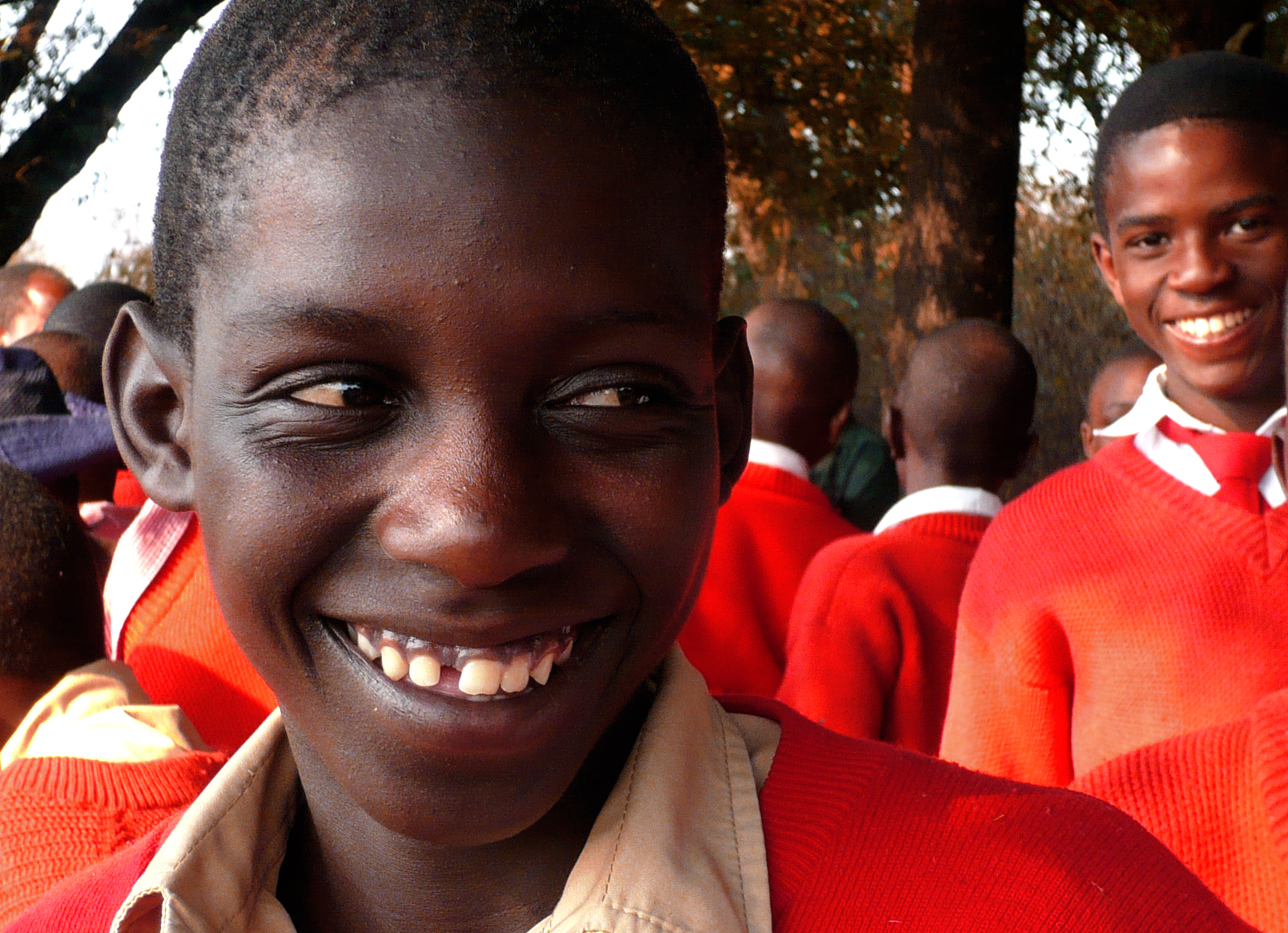
Des jeunes garçons zimbabwéens lors d'une visite aux chutes Victoria.

Cette phase se chevauche à la précédente, dans une progression, c'est-à-dire que l'enfant discrimine de mieux en mieux les informations qu'il reçoit ; il sourit plus vite et plus complètement à sa mère qu'aux inconnus dès la quatorzième semaine. Au huitième mois, les modèles (masques, photo..) n'ont plus d'effet, le sourire devient alors une réponse au sourire, à une présence, ou à une voix. Les rapports avec la mère sont nettement privilégiés. Très tôt, l'enfant recherche le contact, regard à regard, où des « dialogues » - c'est-à-dire que l'un attend que l'autre ait fini pour interagir - et des imitations ont été souvent filmés, une caméra pour la mère, une autre pour l’enfant. On remarque d’ailleurs, en superposant les images, que souvent, c’est le bébé qui entame ces échanges. Une communication unique s'établit entre chaque mère et son bébé, avec ses propres rythmes, ses propres mimiques, ses propres vocalisations.
Pendant ces moments d'éveil de l'attention, d'observation et d'interaction avec son environnement, l'enfant construit son identité. Il détermine ce qui lui appartient (bras, pieds, bouche...), et ce qui appartient au monde qui l'entoure et apprend à plus ou moins sourire, interagir. En effet, c'est dans cette période sensible où la quantité de sourires et d’attention que reçoit l'enfant influence directement ses propres sourires. Le bébé, par ses réactions et l’effet qu’elles produisent instantanément sur sa mère a l’impression « d’avoir le contrôle » sur elle, puisque pour lui, pendant les premiers mois sa mère n’est que le prolongement de lui-même. Ce sentiment de pouvoir est important pour le développement psychique de l’enfant lorsqu’il se rend compte des  frontières de son corps. Il prend conscience qu’il évolue dans un monde hors de lui, sur lequel il peut agir .
A contrario, si la mère est déprimée, l'enfant aura tendance à moins solliciter, à être plus insensible, à sourire moins et son équilibre psychosomatique  sera particulièrement endommagé, on note, entre autres l’anorexie, l’insomnie, des troubles digestifs...

### Sourire différentiel
Le sourire différentiel, sélectivement employé selon un apprentissage, apparaît environ au cinquième mois. Il va durer toute la vie, il intervient pendant l'accueil, le jeu et face à une figure familière. Il est adapté aux situations dont l'enfant doit faire face.
On a constaté que lorsqu’une personne répond au sourire d’un bébé d’une façon sociable et affectueuse, il sourira dorénavant avec plus de force. La capacité de sourire d’une personne dépendrait des sourires reçus.
Le sourire des enfants entre eux a été observé à la crèche à partir du sixième mois, par Vincze (1971). Dans les classifications des comportements de l’enfant, le sourire appartient aux comportements de sollicitations. L'enfant reproduit à la crèche les jeux, les consolations, les pointés du doigt, les interactions vécues dans le milieu familial. Les offrandes et leurs acceptations sont souvent accompagnées de sourires et de vocalisations où apparaissent les premiers mots entre enfants.
Il semblerait que les filles, dès 18 mois, soient capables d'établir une interaction sociale par un geste, un sourire ou une parole, alors que chez les garçons, jusqu'au vingt-quatrième mois, la communication ne parvient à se faire qu'à partir des objets. En général, les filles sourient plus facilement, tandis que les garçons ont tendance à la menace envers les adultes et aux bagarres entre eux. Cela s'explique par une « sexualisation » précoce des gestes, des soins et des attentions de la mère pour son bébé. En effet, Boris Cyrulnik a observé une différence dans le comportement de la mère, selon le sexe de l'enfant. Les sollicitations, les sourires de la mère sont généralement plus fréquents pour une fille. Ainsi les informations qu'il reçoit sont plus ou moins riches, plus ou moins rassurantes.
Le sourire est le produit d'un apprentissage social et culturel qui restera présent tout au long de la vie. Cependant, le sourire différentiel coexiste avec le sourire spontané, gardé depuis la première phase, et observé, en dehors des interactions sociales, lors d’un bien-être.

## Psychologie et neuropsychologie du sourire chez l'humain

### Description physiologique

#### Contrôle neurologique
La septième paire de nerfs crâniens ou nerf facial se divise en trois faisceaux puis en plusieurs sous-branches, innervant respectivement les muscles du haut, du milieu et du bas du visage, via des noyaux du tronc cérébral. La somatotopie du cortex moteur assure la cohérence des mouvements de la face. La représentation des commandes motrices - ou homonculus moteur - de chaque muscle du visage est vaste dans le cortex moteur ce qui confère une grande variété et une grande précision dans les mouvements de la face. Le haut du visage reçoit un influx cortical ipsilatéral direct ; il ne peut bouger que de haut en bas, sans grande sensibilité. Tandis que le bas du visage a plus d'autonomie : un côté peut se mouvoir quand l'autre est immobile, les mouvements peuvent se faire dans tous les sens (haut, bas, côté, oblique). Il reçoit des influx controlatéraux directs. Cela signifie qu'en cas de lésion d'un des cortex moteurs, le patient aura des problèmes discrets du même côté en haut du visage et visible de l'autre côté, en bas.

#### Contrôle musculaire
Pour sourire, 17 muscles doivent travailler simultanément. Ce sont les muscles zygomatiques majeurs et mineurs qui sont activés pendant que le muscle risorius, qui abaisse le coin des lèvres, est inhibé.

### Psychologie interculturelle: Le sourire est-il inné ou acquis?
Charles Darwin, dans son ouvrage L'expression des émotions chez l'homme et les animaux (1874), a parlé d'universalité, le premier, à propos des expressions des émotions. En effet, le sourire est présent dans toutes les cultures, dans des situations plus ou moins semblables, comme le salut, la séduction. Des différences existent pourtant. Par exemple, les japonais dissimulent leurs émotions avec un sourire poli alors que les américains les expriment très librement, sans inhibition.
Des expériences ont été effectuées en 1976 par Paul Ekman avec une étude de jugement, pour déterminer si les expressions - dont le sourire - sont universelles ou culturelles: des personnes de nationalités variées ont été photographiées, exprimant la joie, la tristesse, la colère, le dégoût, la surprise et la peur. Des sujets d'âges et de cultures différents ont, en grande majorité, bien reconnu chacune d'entre elles, par empathie.
Pour contrôler le paramètre de l'éducation, historique et littéraire commune, une expérience a été réalisée en Nouvelle-Guinée, chez des peuples illettrés : on leur racontait une histoire, ils devaient exprimer l'émotion qui, pour eux correspondait le mieux à celle-ci et montrer la photo d'un américain la représentant, selon eux. Les guinéens interprètent de la même manière les émotions des photos et les étudiants occidentaux associaient correctement la photo du guinéen et l'histoire.
L'interprétation et l'acquisition du sourire est semblable dans toutes les régions du monde, à quelques nuances près comme chez les Russes par exemple. Ces résultats montrent l'universalité du sourire. Pour démontrer l'innéité de celui-ci, « on » a étudié les bébés aveugles, voire aveugles et sourds, où l'apprentissage par imitation est impossible. Les sourires apparaissent au même moment du développement, ne recevant pas de retour, il est toutefois plus discret. Le sourire spontané est parfaitement identique aux autres enfants, par contre, le sourire de convention (poli), est plus discret et plus lent à se mettre en place. Le sourire est donc inné, l'imitation ne servirait qu'à accélérer l'apprentissage des nuances et des particularités culturelles. On peut alors supposer que les expressions du visage sont inscrites dans le génome humain - et dans une autre mesure, celui des animaux -, et qu’il participe, en un sens, à la pérennité de l’espèce, dans le cadre de la communication.

### Sourire émotionnel et sourire volontaire
Les études sur la stimulation des muscles faciaux de Duchenne, au XIXe siècle, ont montré que le sourire de politesse est le résultat de la contraction du grand zygomatique, tandis que le sourire authentique de joie nécessite, en plus, la contraction de l'orbiculaire palpébral inférieur, qui ne peut être commandé qu'involontairement, lors des émotions agréables.
De plus, les observations d’Antonio Damasio nous ont appris qu'une lésion dans le cortex moteur de l'hémisphère gauche entraîne une paralysie du côté droit du visage. Le sourire volontaire est asymétrique alors que le sourire spontané est normal. Par ailleurs, une lésion dans le cortex cingulaire antérieur - ou ailleurs dans le système limbique - de l'hémisphère gauche, provoque un sourire émotionnel asymétrique, décalé vers le côté droit, tandis que le volontaire est normal.
Il existe d'autres pathologies affectant le sourire, comme la sclérose latérale amyotrophique, qui provoque un grave désordre émotionnel (rire pendant la douleur...) ; ou le cas des bébés anencéphaliques, dépourvus du sourire volontaire.
On peut facilement conclure que l'expression des émotions n'a pas la même origine nerveuse et musculaire que la commande volontaire des expressions. Les émotions, même si elles utilisent la motricité pour s’exprimer, sont complètement indépendantes de la commande volontaire.

### Différents types de sourires
De nombreuses nuances de sourire existent pour s'adapter à de très diverses situations sociales ou pour exprimer la large palette des émotions. De nombreuses classifications sont possibles, selon l'intensité, les situations d'apparition, l'état intérieur de l'individu...
Par exemple, Jacques Corraze  en distingue différentes sortes : 
- le sourire simple : pendant les jeux solitaires ou en société
- le sourire supérieur : plus marqué, il est associé au contact visuel
- le sourire large : lors des jeux vifs, les dents sont visibles ; il est similaire au sourire des primates, quand le contact visuel se fait, il est remplacé par le sourire supérieur
- le sourire comprimé : lorsque le rire est interdit, camouflé par un sourire
- le sourire oblong : addition d'un sourire simple et de la chute des extrémités de la bouche.

Pour lui, les expressions sont constituées d'éléments simples de base qui s'additionnent pour exprimer toutes les nuances. Par exemple, quand on sourit dans la tristesse, le muscle abaisseur de l'angle de la bouche se combine avec le grand zygomatique pour faire une sorte de « sourire courageux ».
Pour l’écrivain Patrick Drevet, auteur de l’essai Le Sourire, les différences entre les sourires dépendent surtout de l’état d’esprit de la personne, ainsi il parle de sourire du traître, de l’amoureux, de l’ange, de la concupiscence...
Par ailleurs, les plasticiens identifient généralement trois types de sourires :
- Le sourire commissural : le plus courant. Les coins de la bouche sont relevés vers l'extérieur, et les muscles releveurs de la lèvre supérieure sont contractés, ce qui laisse apparaître les dents supérieures.
- Le sourire cuspidé : caractérisé par la dominance des muscles releveurs de la lèvre supérieure.
- Le sourire complexe : le plus rare. La contraction simultanée des muscles releveurs de la lèvre supérieure et des coins de la bouche, ainsi que les muscles abaisseurs de la lèvre inférieure, dévoile toutes les dents.

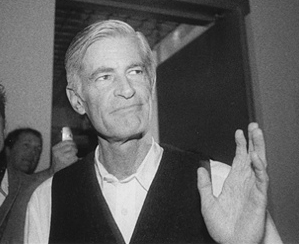
Le photographe américain James Nachtwey fait un sourire en coin.

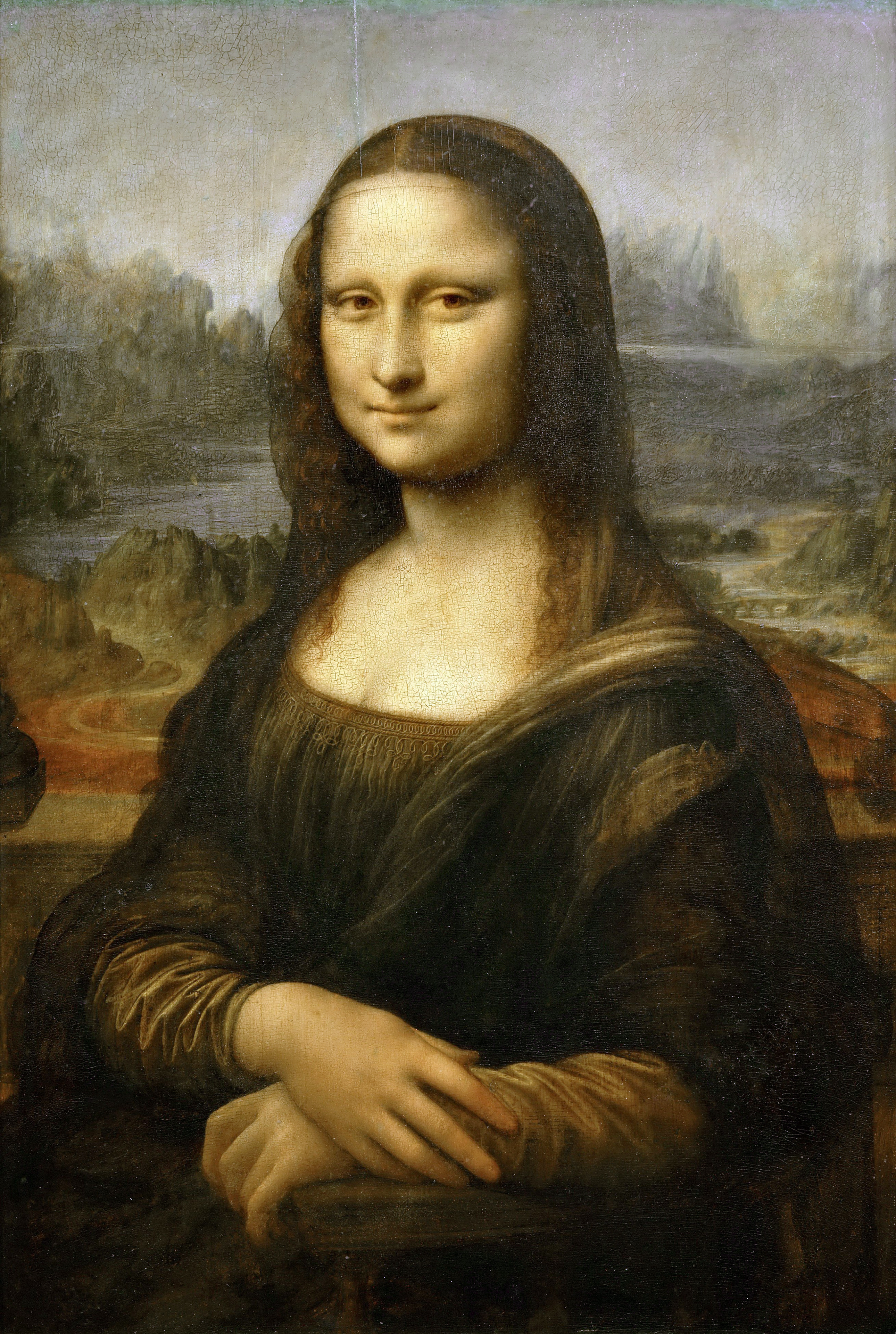
Le sourire de Mona Lisa

Également appelé demi-sourire, le sourire en coin est une forme de sourire peu appuyé, ou dans lequel les lèvres ne sont relevées que d'un côté du visage. Cette expression peut - à l'instar du sourire « classique » - exprimer diverses émotions comme l'insolence, le dédain, l'ironie, la tendresse, la suffisance, la rêverie, la colère, l'amusement, ou encore la moquerie ou la timidité ; mais pas seulement.
Ainsi la signification d'un tel sourire est toute relative car dépend de la possible gestuelle associée à l'une ou l'autre de ces émotions ; en outre, le reste du visage (muscles tendus ou non, position des sourcils, interprétation du regard, etc.) doit également être pris en compte.

### Sourions-nous parce que nous sommes contents ou sommes-nous contents parce que nous sourions?
Pour William James et Carl Lange (1890), l’expérience émotionnelle viendrait d’un feed-back physiologique de nos mouvements, c’est-à-dire que les mouvements de joie produiraient de la joie. Le raisonnement était que si la production de certaines expressions faciales provoque des émotions particulières, et que si ces dernières sont physiologiquement liées à des réactions réflexes, alors celles-ci devraient apparaître lorsqu’ on prend certaines expressions.
Des expériences ont été ainsi effectuées  : on demande à une personne ayant l’habitude de poser, comme un acteur, de sourire, soit en imaginant une situation agréable, soit sans rien penser, juste en contractant selon des instructions précises certains muscles. On observe des modifications du rythme des battements de son cœur, de sa température corporelle, de l’activité électrique des muscles de l’avant-bras et de la résistance de sa peau...Ces réactions non volontaires sont les témoins de l'émotion ressentie, même si rien n’est vécu. L’effet est amplifié si le sujet imaginait quelque chose d’agréable. Une autre étude montre que lorsqu’on demande à un sujet d’imaginer une situation triste ou joyeuse, tout en gardant son visage immobile, on observe, grâce à un EMG sur la face une activité des muscles concernés. On peut alors supposer que nous sommes contents parce que nous sourions.
Cependant, cette thèse est vivement critiquée car des patients cérébro-lésés, ayant une paralysie faciale déclarent ressentir des émotions, de plus, il faut noter aussi que le visage est la partie du corps que l’on contrôle le mieux, autant pour camoufler que pour feindre une émotion, comme peuvent le confirmer les joueurs de poker. Cela ne veut pas dire pour autant qu’aucune émotion n’est ressentie.

### Expressions faciales et émotions
Pourquoi fronçons-nous les sourcils quand nous sommes en colère et pourquoi sourions-nous lorsque nous sommes contents, et pas l’inverse ? Cette question n’est pas simple : certaines expressions peuvent révéler des sentiments opposés, par exemple, nous montrons nos dents pendant certains sourires, mais aussi lorsque nous grognons. Les émotions et leurs expressions sont manifestement incluses dans le programme génétique. On peut supposer alors qu’elles ont une certaine utilité physiologique pour l’individu, ou l’espèce, en plus de leur fonction dans la communication.
Charles Darwin a essayé de répondre à ces questions en se basant sur la sélection naturelle. Selon lui, chaque manifestation émotionnelle sert ou a servi une fonction adaptative. Montrer ses dents en réponse à une menace d’attaque, par exemple, serait un comportement d’adaptation, en ce sens que les attaquants potentiels tendraient à être repoussés par des manifestations menaçantes. Un autre exemple, le soulèvement des sourcils, chez l’homme, pendant la surprise, découlerait du relèvement des oreilles des animaux en présence d'un bruit inconnu. Ces mimiques se seraient ainsi ritualisées en fonction des situations dans lesquelles sont placés les animaux et les hommes. La valeur adaptative de montrer ses dents est évidente, mais celle d’autres expressions, comme la moue où l’avantage adaptatif est difficile à déterminer, l’est moins. Cette théorie est alors, dans bien des cas infalsifiable, on ne peut la mesurer de façon rigoureuse.
Pour Waynbaum (1907), l'activité des différents muscles faciaux aurait un effet purement mécanique sur l'influx sanguin dans les différentes parties du cerveau. Par exemple, froncer les sourcils favoriserait la concentration grâce à un influx important vers le cortex cérébral. Le sourire, lui, dévirait temporairement le sang de la carotide par la contraction des zygomatiques, lorsque le sang revient, il provoque le sentiment du bien-être couplé au sourire. Et le rire agirait comme un bain d'oxygène, si bon pour la santé. Ces théories, bien que solides et intéressantes, sont contestées - on peut ressentir des émotions sans les exprimer -, mais elles peuvent aider à comprendre le couplage des expressions avec les émotions.

## Situations provoquant le sourire et interprétation des sourires
On peut sourire pour un bien-être physique, pour une situation comique, lors de rencontres ou de retrouvailles, pour un souvenir ancien, pour cacher une gêne, pour signifier notre sympathie ou notre connivence, pour séduire, pour tromper, pour une satisfaction... Le sourire a ainsi diverses fonctions : calmer l'agressivité, accueillir, rompre la tension entre étrangers, consoler, encourager une réponse amicale, rompre l’isolement. Ces multifonctions s’expriment dans une palette de nuances multipliées par la personnalité, la sensibilité de chacun, ainsi que par les combinaisons avec les autres sentiments ressentis.
Il intervient aussi dans la problématique du contact visuel où le besoin d'affiliation se confronte à l'évitement et la peur d'être vu, d’être dénaturé, le sourire calme cette angoisse, comme une échappatoire, une fuite. Cette conduite a été étudiée par Boris Cyrulnik[citation nécessaire] en plaçant deux chaises face à face, à une distance variable, où l’on invite des sujets — hommes ou femmes — à s’asseoir. On a observé que plus on éloigne les chaises et moins il y a de sourires. Cela peut s’expliquer par la sensation d’intimité induite par la proximité qui provoque un malaise qui ne peut s’apaiser que par un sourire ou un mouvement de détournement, comme pour mener l’attention de l’ « agresseur » ailleurs. L’intimité désirée nous angoisse, le sourire permet l’approche. En ce sens, on peut alors dire qu'il nous protège socialement contre la peur de l'inconnu, des situations compliquées ; cette caractéristique du sourire existait déjà chez les primates.
L'interprétation d'un sourire dépend énormément du contexte. On a observé que le même visage souriant, placé à côté un visage triste prendra une allure dominatrice, alors que s'il est disposé près d'un visage en colère en aura une plus amicale. Le sourire, hors contexte, est dépourvu de sens, mais il joue un rôle important dans la méta-communication c'est-à-dire qu'il nuance, qu'il module la parole prononcée, la rendant plus sympathique, plus légère. Il a donc, ici un rôle informatif dans le jeu, dans la séduction et dans les échanges. Son ambivalence et son caractère multiforme le rendent mystérieux.
Les sourires réflexes, ceux produits lors de la joie ou du bien-être, sont juste le résultat de processus somatiques. Ils n'ont aucune signification sociale, mais témoignent seulement de l'état de bien-être de la personne.

## Représentation du sourire

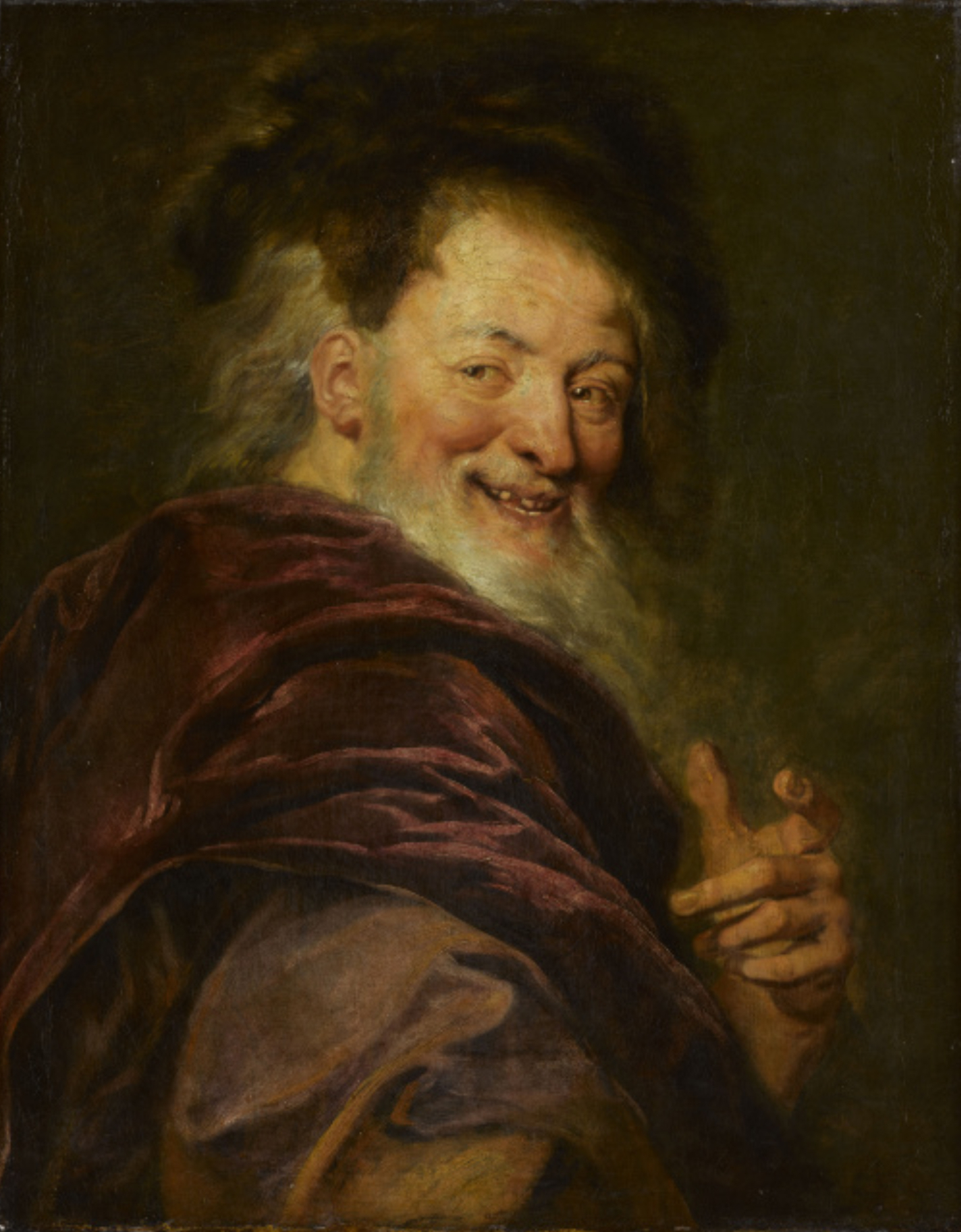
Démocrite d'Antoine Coypel (1692).

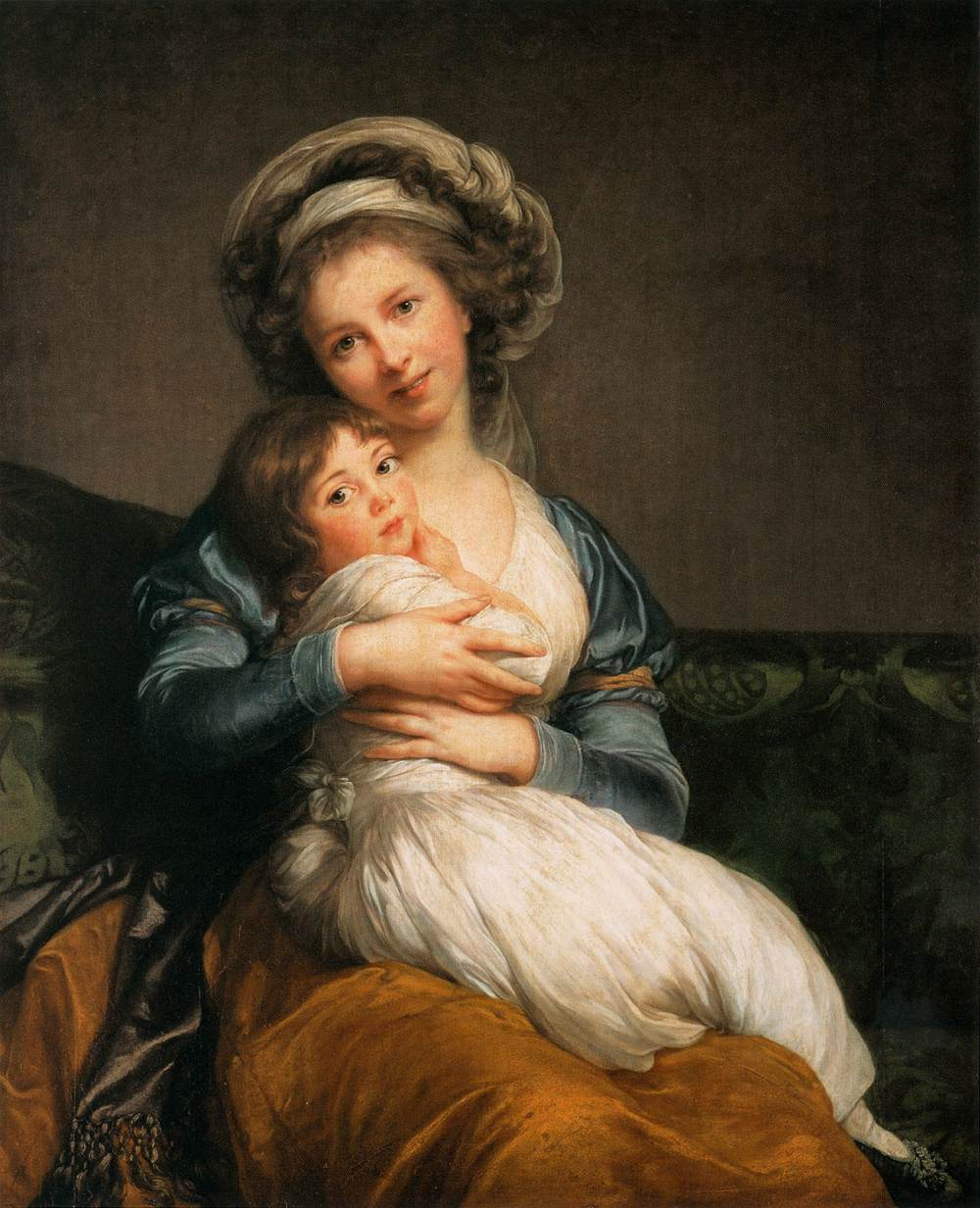
Élisabeth Vigée Le Brun, Autoportrait avec sa fille Julie, 1786.

La première représentation du sourire dans l'art apparait vers 2400 av. J.-C. C'est ce qu'affirme la critique d'art Alexia Guggémos, dans son livre L'Histoire de l'art pour les nullissimes paru aux éditions first en 2017. La conservatrice du Musée du sourire cite la statue mésopotamienne Ebih-Il, l'intendant de Mari, aux yeux pétillants de lapis-lazuli conservée au Musée du Louvre comme le premier sourire de l'Histoire de l'art.
L'historien britannique Colin Jones (en) considère que l'autoportrait de la peintre Élisabeth Vigée Le Brun avec sa fille (1786) est le premier vrai sourire représenté de l'art occidental où les dents sont apparentes. Lors de sa présentation, il est jugé scandaleux. En effet, depuis l'Antiquité, les représentations de bouches avec les dents existent mais elles concernent des personnages connotés négativement, comme le peuple ou des sujets ne maîtrisant pas leurs émotions (peur, rage, extase, etc.), par exemple sur les toiles flamandes du XVIIe siècle avec des ivrognes ou encore des enfants comme sur La Marchande de crevettes de William Hogarth. Rarement, des artistes font d'eux des autoportraits où on les voit sourire avec leurs dents (Rembrandt, Antoine Watteau, Georges de La Tour) mais Colin Jones considère cela comme un hommage à Démocrite, où le rire furieux fait écho à la folie du monde (comme sur la toile d'Antoine Coypel représentant le philosophe antique). Il convient également de noter que l'hygiène déficiente de l'époque gâte les dents et les fait souvent perdre avant l'âge de 40 ans : garder la bouche fermée et contrôler son sourire répond donc à une certaine nécessité pratique. Néanmoins, sous la houlette de Pierre Fauchard, la dentisterie progresse au XVIIIe siècle. La toile de Vigée Le Brun choque ainsi car elle transgresse les conventions sociales de son temps, qui demandent une maîtrise de son corps, l'art n'en étant que le reflet. Par la suite, la démocratisation de la médecine et la possibilité de conserver des dents saines et blanches permet au sourire de s'afficher. C'est dans les années 1920-1930 qu'on commence à dire « Cheese » devant un appareil photo. Il s'est depuis imposé comme une norme sur les publicités, les affiches électorales, les photos de famille ou encore les selfies. Paradoxalement, ne pas sourire apparaît au XXIe siècle comme une distinction, en témoigne la célébrité du visage impassible de la journaliste de mode Anna Wintour ou le développement des moues boudeuses sur les photos personnelles, comme contrecoup à la banalité du sourire sur les clichés.

## Le sourire sur les photographies
De nombreux chercheurs se sont interrogés sur l’absence de sourire sur les photographies d’époque. L’explication la plus courante évoque le temps de pose prolongé des anciens appareils, parfois jusqu’à 20 secondes, rendant difficile pour les sujets de maintenir un sourire. Une autre hypothèse met en avant le rôle de la médecine dentaire : en améliorant l’apparence des dents, elle aurait progressivement incité les gens à sourire davantage pour les montrer.
Cependant, ces théories sont aujourd’hui remises en question. D’une part, des photographies anciennes capturant des scènes spontanées montrent des individus souriants, suggérant que la technique n’était pas un obstacle majeur. D’autre part, les recherches de l’historien André Gunthert révèlent que les portraits réalisés en studio étaient souvent retouchés par des professionnels, capables d’embellir les dentitions en un clin d'œil.
Bien que le sourire soit un geste naturel, son expression en public est une construction sociale. Avant le XIXe siècle, le sourire en public était rare, car cela pouvait être perçu comme un signe de manque de respectabilité ou d'un faible contrôle de ses émotions. 
Cette norme sociale est bien documentée dans les manuels de bienséance publiés depuis le XVIᵉ siècle. C'est ce que l'on constate à la lecture des manuels de bienséance publiés depuis le XVIe siècle. Le prêtre Jean-Baptiste de La Salle écrit en 1703 : "Il y en a quelquefois qui élèvent tellement la lèvre d'en haut et abaissent si fort celle d'en bas que leurs dents paraissent quelquefois même tout entières : cela est tout à fait contre la bienséance qui ne veut pas qu'on ne voie jamais les dents à découvert, la nature ne les ayant couvertes des lèvres que pour les cacher." 
L'historien André Gunthert rappelle que le portrait photographique était autrefois bien plus qu’une simple reproduction d’un visage, et a toujours été une manière de représenter une personne dans un contexte particulier. "Visant à faire le tri de l’accidentel, [le portrait photographique] propose le résumé d’une vie, privilégiant l’ethos, le caractère permanent, au détriment du pathos, l’émotion passagère, pour ce qui est des traits du visage, et composant une narration par les attributs, costume ou décor, pour exprimer le succès d’une carrière".
En se basant sur les recherches d'André Gunthert, le sociologue Étienne Guertin-Tardif avance l’hypothèse que l'apparition du sourire dans l'espace public pourrait s’expliquer par le processus de civilisation décrit par le sociologue classique Norbert Elias. Dans La Civilisation des mœurs, Norbert Elias analyse comment, depuis le Moyen Âge, les individus ont progressivement appris à maîtriser leur corps et leurs comportements. Cependant, après la Première Guerre mondiale, Elias note "un certain relâchement des mœurs", attribuable à l’intériorisation profonde des normes corporelles par les individus. Etienne Guertin-Tardif suggère que "à mesure que les mœurs deviennent plus relâchées, les individus se permettent d'afficher leurs émotions en compagnie des autres jusqu'à ce que le sourire en vienne à être considéré comme une expression authentique et naturelle de leur intériorité". 
Selon l'anthropologue et sociologue David Le Breton, les campagnes de publicité de Kodak auraient initié cette nouvelle norme, diffusée par le cinéma américain, dont l'adoption aurait été rendue possible par la popularisation de l'appareil photo. 

## Poésies en français sur le sourire
1. « Un sourire », de Raoul Follereau, extrait du recueil Le Livre d'amour (1920) [30]
2. « Je dédie à tes pleurs, à ton sourire », d’Émile Verhaeren, extrait du recueil Les Heures claires (1896)
3. « Votre sourire», d’Albert Dabadie, extrait du recueil Les Échos du rivage (1857)
4. « Le Sourire », de Xavier Labenski, dit Jean Polonius, extrait du recueil Poésies (1827)
5. Poème anonyme composé en 1983